# Oliver Markoutz
Oliver Markoutz (* 14. Jänner 1995 in Klagenfurt am Wörthersee) ist ein ehemaliger österreichischer Fußballspieler.

## Karriere

### Verein
Markoutz begann achtjährig beim SV Gallizien mit dem Fußballspielen. Von 2005 bis 2007 war er in der Jugendabteilung des FC Kärnten und von 2007 bis 2008 in der Jugendabteilung des SK Austria Kärnten aktiv, bevor er vom FC Red Bull Salzburg für deren Jugendabteilung verpflichtet wurde. Drei Spielzeiten später wurde er vom FC Bayern München verpflichtet, für deren A-Jugend-Mannschaft er in zwei Spielzeiten 46 Punktspiele absolvierte und zwölf Tore erzielte. In der Saison 2012/13 kam er am 13. und 17. Juli 2013 in zwei Ligaspielen in der viertklassigen Regionalliga Bayern für die Zweite Mannschaft des FC Bayern zum Einsatz. In seinem ersten Spiel, beim 6:0-Sieg im Auswärtsspiel gegen den SV Heimstetten erzielte er das Tor zum 3:0 in der 65. Minute. Ein im Sommer 2014 angestrebter Wechsel zu Heracles Almelo kam nicht zustande.
Zur Saison 2014/15 kehrte er nach Österreich zurück, wo er sich dem Zweitligisten SKN St. Pölten anschloss, für den er in zwei Spielzeiten in sechs Ligapartien eingesetzt wurde. Im März 2015 debütierte er in der zweiten Liga, als er am 23. Spieltag gegen den FC Liefering in der Startelf stand. Mit den Niederösterreichern konnte er 2015/16 in die Bundesliga aufsteigen. Zur Saison 2016/17 wechselte er jedoch zum Zweitligisten Floridsdorfer AC. Seinen ersten Ligatreffer für die Wiener erzielte er im August 2016 am sechsten Spieltag bei einem 2:1-Sieg im Heimspiel gegen den FC Blau-Weiß Linz mit dem Treffer zum 1:1 in der 39. Minute. Nach der Saison 2018/19 verließ er den FAC.
Im Juli 2019 wechselte er zum Ligakonkurrenten SK Austria Klagenfurt, bei dem er einen bis Juni 2021 laufenden Vertrag erhielt. In zwei Spielzeiten in Klagenfurt absolvierte er 48 Zweitligaspiele, in denen er 23 Tore erzielte. Am Ende der Saison 2020/21 stieg er auch mit den Kärntnern in die Bundesliga auf. Nach dem Aufstieg verließ er die Austria und beendete daraufhin seine Karriere, um sich im Finanzwesen selbstständig zu machen.

### Nationalmannschaft
Sein Debüt im Nationaltrikot krönte er am 18. August 2010 beim 4:0-Sieg der U-16-Nationalmannschaft über die Auswahlmannschaft Sloweniens mit zwei Toren. Für die U-17-Nationalmannschaft bestritt er acht Länderspiele und erzielte vier Tore. Sein Debüt gab er am 11. Jänner 2011 bei der 2:3-Niederlage gegen die Auswahlmannschaft Portugals. Sein erstes Länderspieltor in dieser Altersklasse erzielte er am 30. August 2011 beim 3:0-Sieg gegen die Auswahlmannschaft Sloweniens mit dem Treffer zum Endstand in der 60. Minute. Für die U-18-Nationalmannschaft bestritt er drei Länderspiele, wobei er am 14. April 2012 bei der 1:2-Niederlage gegen die U-17-Nationalmannschaft Deutschlands in Waldkraiburg debütierte. Dabei gelang ihm der Anschlusstreffer in der 78. Minute, nachdem Marc Stendera in der 22. und 52. Minute die Deutschen mit 2:0 in Führung geschossen hatte. Am 16. März 2013 kam er beim 3:0-Sieg der U-19-Nationalmannschaft über die Auswahl Griechenlands zum Einsatz.

## Sonstiges
Sein Vater Ewald ist ein ehemaliger Profifußballer. Im Alter von 17 Jahren wirkte er in der Fernsehsendung Physik bewegt: Fußball mit.